# Andrzej Aleksandrowicz Sołtan
Andrzej Aleksandrowicz Sołtan herbu własnego (zm. przed 1498 rokiem) – podskarbi ziemski litewski w 1486 roku.